# Рао, Теджиндер Сингх
Теджиндер Сингх Рао (англ. Tejinder Singh Rao; 15 марта 1931, Момбаса — август 2001, Райслип, Большой Лондон) — кенийский хоккеист на траве, правый полузащитник. Участник летних Олимпийских игр 1956 года.

## Биография
Теджиндер Сингх Рао родился 15 марта 1931 года в городе Момбаса в Британской Кении (сейчас в Кении).
Играл в хоккей на траве с детства. В 1946—1947 годах выступал за сборную Британской Кении в матчах против Британской Индии.
В 1956 году вошёл в состав сборной Кении по хоккею на траве на летних Олимпийских играх в Мельбурне, занявшей 10-е место. Играл на позиции полузащитника, провёл 2 матча, мячей не забивал.
Выступал за «Симба Юнион» из Найроби, доминировавший в кенийском хоккее на траве во второй половине 1950-х годов: дважды выигрывал с ним Кубок Уджагара Сингха Раджа (1956—1957), а также Золотой кубок ДʼСоузы (1959), несколько раз побеждал в Кубке Агарвала.
Впоследствии перебрался в Англию. Работал здесь фотографом.
Умер в августе 2001 года в пригороде Лондона Райслип.